# Zenonia 3
Zenonia 3: The Midgard Story (en coreano: 제노니아 3) es un juego de rol de acción creado, desarrollado y distribuido por Gamevil para Android y iOS. Fue lanzado para la App Store el 28 de abril de 2011, en Google Play el 1 de julio de 2011, y Amazon Appstore el 1 de abril de 2012. En la App Store, Zenonia 3 es distribuido como un título premium y freemium, mientras que en Google Play y Amazon Appstore es distribuido solamente como un título freemium. Es la secuela de los lanzamientos previos Zenonia y Zenonia 2 de Gamevil.

## Jugabilidad
Como en los juegos previos de la serie Zenonia, este juego cuenta con combate en tiempo real y exploración. El personaje principal, Chael, es controlado por medio de una cruceta en pantalla. Existen misiones secundarias que el jugador puede hacer para explorar el mundo. Chael puede elegir una de cuatro clases disponibles. El caballero espada y el cazador sombrío son personajes de tipo cuerpo a cuerpo. El lanzador mecánico y el chamán de la naturaleza utilizan armas de rango en combate.

### Sala de ejecución
La nueva incorporación a la serie Zenonia, la sala de ejecución, es un torneo al estilo coliseo contra monstruos dentro del juego. El usuario puede elegir luchar contra los monstruos por su cuenta o usando su dispositivo para controlar el personaje de su amigo y afrontar el reto con un personaje no jugable (NPC) a su lado. Esto se llama jugabilidad cooperativa asíncrona. La sala de ejecución se encontrará disponible para el usuario luego de llegar al pueblo de Delfoy.

## Sinopsis
Chael, el hijo adoptivo del protagonista Regret del primer juego de Zenonia, intenta encontrar el camino de vuelta a casa tras ser teletransportado contra su voluntad a otra dimensión llamada Midgard, o el reino del medio. En su búsqueda es acompañado por una chica de la tribu divina llamada Celine, y un hada sarcástica llamada Runa.

## Recepción
Zenonia 3 recibió elogios combinados con algo de criticismo. Pocket Gamer le dio 7 de 10 puntos, aclamando sus ilustraciones, pero criticando la jugabilidad como repetitiva.